# Saccharum procerum
Saccharum procerum là một loài thực vật có hoa trong họ Hòa thảo. Loài này được Roxb. miêu tả khoa học đầu tiên năm 1820.